# ТЕС Явожно
ТЕС Явожно (Jaworzno) — теплова електростанція на півдні Польщі, трохи більш ніж за десяток кілометрів на південний схід від околиць Катовиць.

## Явожно І
Історія генерації електричної енергії в Явожно почалась у 1898 році, коли під час модернізації шахти Рудольф (після розпаду Австро-Угорщини отримала назву «Костюшко») використали електричне обладнання. Для його живлення встановили дві парові турбіни, сполучені з генераторами потужністю по 0,16 МВт. В 1911-му схожим чином модернізували шахту «Фредерик Август» («Пілсудський»), а для її живлення встановили генератор компанії AEG з показником 0,8 МВт. У тому ж десятилітті станція ще двічі проходила розширення — в 1913-му та 1916-му додали дві генераторні установки тієї ж компанії AEG потужністю 3,3 МВт та 3,5 МВт відповідно, що довело загальний показник ТЕС до 7,6 МВт.
Після відновлення незалежності Польщі явожницькі вугільні шахти разом з електростанцією передали компанії Jaworznickie Komunalne, в якій по 31,25 % участі належало містам Кракову та Львову (ще по 18,75 % мали банківські структури — Polski Bank Handlowy та Polski Bank Przemysłowy). Як наслідок, краківський муніципалітет вирішив не розширювати власну ТЕС, а зосередитись на розвитку майданчику в Явожно. У 1930-му тут став до ладу енергоблок потужністю 11,5 МВт, котрий мав парову турбіну виробництва Pierwszej Berneńskiej Fabryki Maszyn та генератор Siemens-Schuckert. Станцію з'єднали з Краковом лінією електропередач, розрахованою на роботу під напругою 60 кВ. Збільшення попиту призвело до запуску в 1938-му ще одного блоку з показником у 20 МВт (враховуючи організаційно приєднану станцію Хімічної фабрики Азот загальну потужність ТЕС Явожно цього періоду можуть зазначати як 45,6 МВт).
Після окупації Польщі Німеччиною майданчик у Явожно передали компанії Energieversorgung Oberschlesien Aktiengesellschaft (EVO). В 1942-му тут почали спорудження нового комплексу із двох парових турбін потужністю по 56 МВт, котрі мали живитись від 5 чи 6 котлів. До поразки Німеччини у війні вдалось виконати певний об'єм робіт (зокрема, демобілізували найбільш застарілі котли, розпочали будівництво машинного залу, котельні, димарів), проте у повоєнній Польщі вирішили не завершувати цей проект.
Натомість в 1952—1953 роках запустили три котли виробництва німецької Borsig та три парові турбіни швейцарської компанії Brown, Boveri & Cie (ВВС) — дві з показниками по 35 МВт та одну потужністю 8,8 МВт. В 1956-1959-му спорудили ще одну чергу з трьома котлами чеської Skoda та двома паровими турбінами — однією потужністю 35 МВт виробництва тієї ж Skoda та однією з показником 12,6 МВт компанії Siemens. Як наслідок, загальна потужність станції досягла 157,9 МВт.
На межі 1970-х та 1980-х років Явожно І надали функцію теплоелектроцентралі. Тоді ж був виведений із експлуатації найбільш застарілий блок потужністю 11,5 МВт.
У 1996-му подачу тепла перебрала на себе ТЕС Явожно II, а ще за два роки Явожно І вивели з експлуатації та передали на демонтаж.

## Явожно II

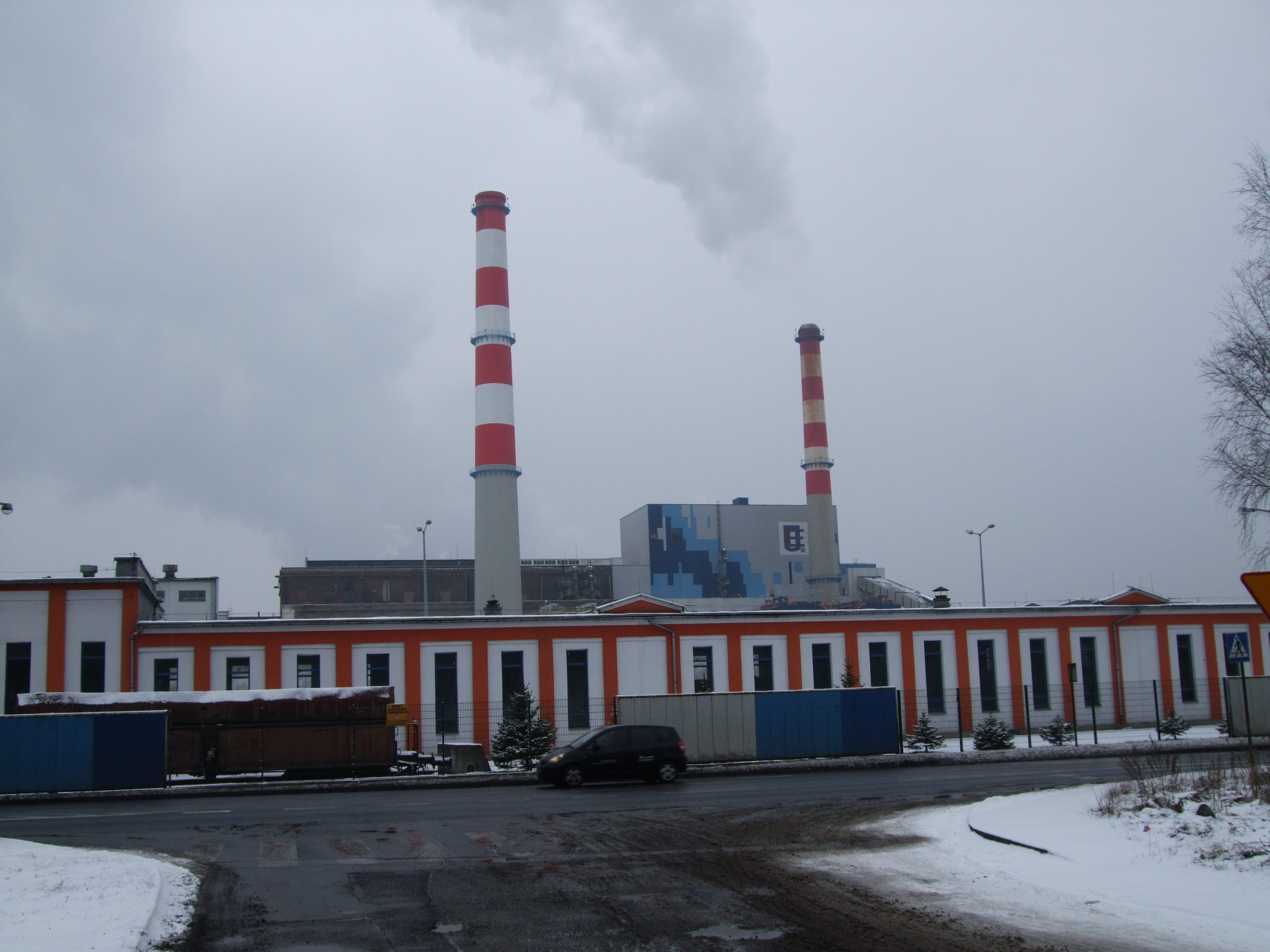
Станція Явожно II

З 1953 по 1955 рік в межах проекту станції Явожно II стали до ладу 6 турбін потужністю по 50 МВт. На цей раз головним постачальником обладнання виступив Радянський Союз, зокрема, котли виготовили на Подільському машинобудівному заводі, а генератори надійшли від ленінградської Електросили. Крім того, в 1962-му встановили сьому турбіну тієї ж потужності, проте польського виробництва.
Ще з 1960-го Явожно II стала постачати теплову енергію для потреб міста Явожно та промислових підприємств. А в 1990-х вирішили модернізувати цю станцію під повноцінну теплоелектроцентраль. Все старе обладнання демобілізували, за виключенням котла та генератора від блоку № 4. Їх доповнили новою паровою турбіною 10-СК60 потужністю 60 МВт, котру в 1995-му виготовила компанія Zamech із Ельблонґу (разом цей об'єкт отримав назву блок № 1). Вона ж постачила дві теплофікаційні турбіни з відбором пару для опалювання 13CK70 одиничною потужністю 70 МВт. Їх змонтували у введених в експлуатацію в 1997-му та 1998-му нових блоках 2 та 3, котрі мали котли із циркулюючим киплячим шаром Foster Wheeler та генератори вроцлавського заводу Dolmel.
Після модернізації у ТЕЦ номінальна електрична потужність Явожно II стала дорівнювати 190 МВт, а теплова — 321 МВт. У піковому режимі до постачання тепла підключали котел колишнього блоку № 4, що дозволяло довести потужність до 423 МВт.
В 2012-му замість старого котла, екологічні характеристики якого дозволяли лише короткочасно використовувати блок № 1, змонтували котел із виробництва польської компанії Rafako із Рацибужа. Він використовує технологію киплячого шару та розрахований на споживання біомаси (до того котли блоків 2 та 3 працювали на вугіллі, до якого могли додавати незначні об'єми біомаси).
Зв'язок Явожно II з енергосистемою забезпечується ЛЕП, яка використовує напругу 110 кВ.

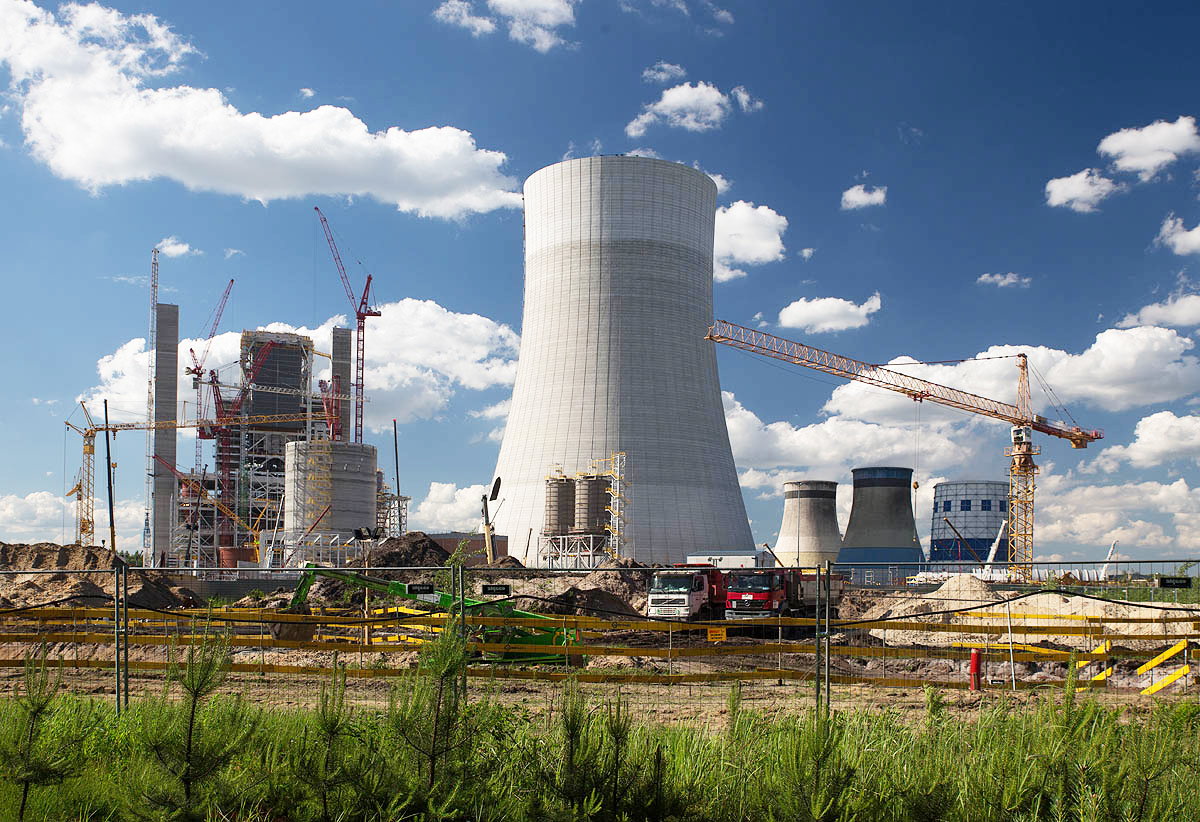
Будівництво суперкритичного блоку на Явожно II

### Суперкритичний блок
У 2015-му роках на майданчику Явожно II почали спорудження сучасного енергоблоку потужністю 910 МВт, введення якого дозволить власнику електростанції компанії TAURON вивести застарілі блоки на інших ТЕС. Новий об'єкт використовуватиме технологію суперкритичного парового режиму та матиме паливну ефективність у 45,9 %. Основне обладнання становитимуть парова турбіна і генератор компанії Siemens.
Як паливо блок споживатиме бітумінозне вугілля в обсязі до 2,5 млн тонн на рік, що забезпечуватиме виробництво 6,5 млрд кВт-год електроенергії.
Видача потужності до енергосистеми відбуватиметься по ЛЕП, розрахованій на роботу під напругою 400 кВ.
Під час випробувань на початку 2020 року один з компонентів котла отримав певні пошкодження, через що введення енергоблоку в експлуатацію перенесли на липень 2020-го.

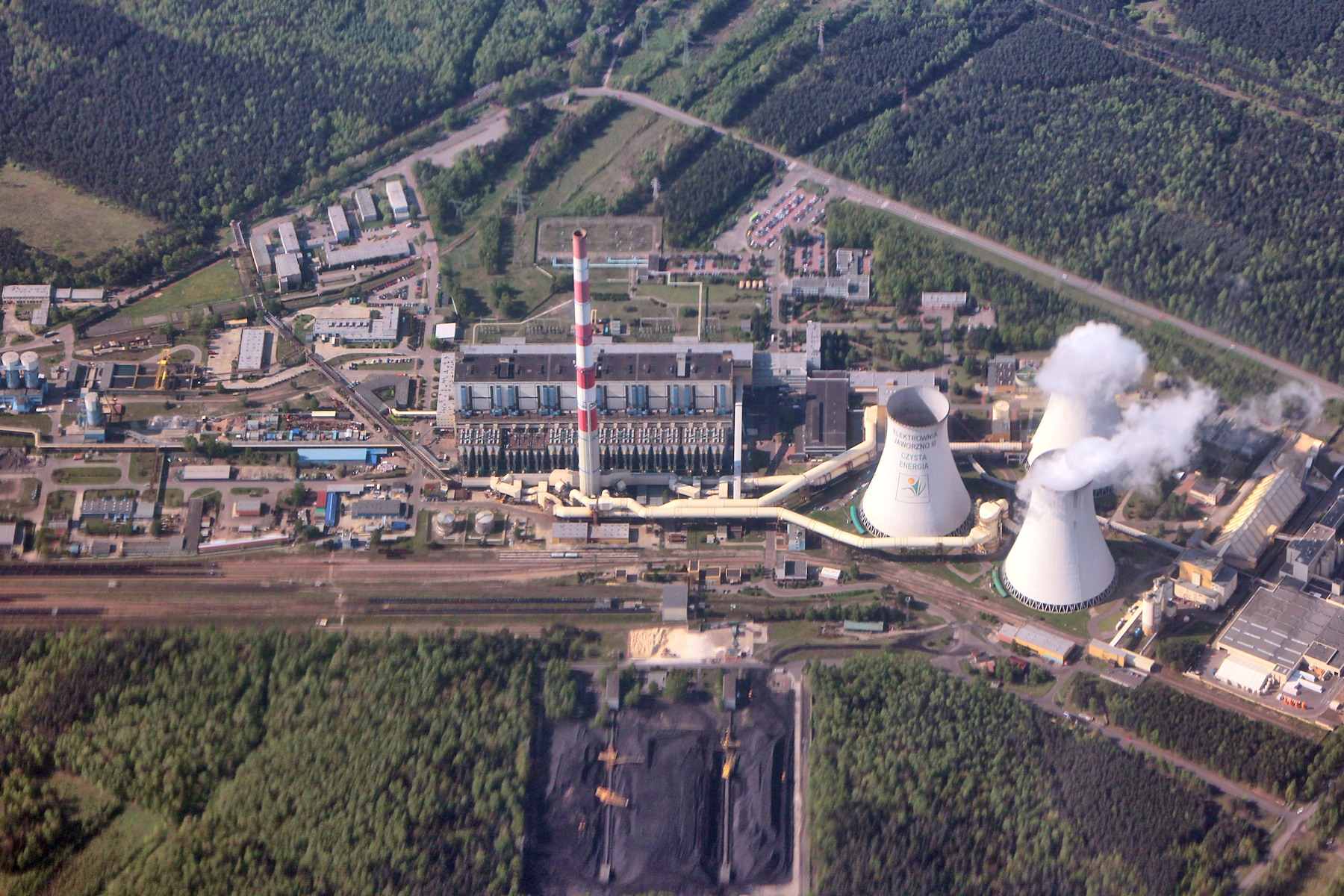
Вигляд станції Явожно III з повітря

## Явожно III
Спорудження третьої, найбільш потужної, черги ТЕС стартувало у 1972-му, а в 1977—1978 роках ввели в експлуатацію шість енергоблоків з показниками по 200 МВт. Всі вони мали обладнання польского виробництва: котли Rafako, парові турбіни Zamech та електрогенератори Dolmel. Станом на середину 2010-х п'ять з цих блоків мають номінальну потужність у 225 МВт, а ще один на рівні 220 МВт.
Окрім виробництва електроенергії Явожно III може постачати 51 МВт тепла.
Видалення продуктів згоряння з котлів Явожно II відбувається за допомогою димаря висотою 300 метрів, що робить його найвищим в своєму типі у Польщі.
Забір води для охолодження відбувається із річки Пшемша.